# Andrew Robinson (skuespiller)
Andrew Jordt "Andy" Robinson (født 14. februar 1942) er en amerikansk skuespiller og direktør for Master of Fine Arts, et skuespiller træningsforløb ved University of Southern California.
Robinson startede som karakterskuespiller på teateret, men har fortrinsvis arbejdet i biroller på Tv og i low-budget film. Han er bedst kendt i rollerne som seriemorderen Scorpio i krimien Dirty Harry (1971), Larry Cotton i gyserfilmen Hellraiser (1987) og som Elim Garak i science fiction Tv-serien Star Trek: Deep Space Nine (1993–1999). Med sin hustru Irene har han en datter Rachel Robinson, som også medvirker i Deep Space Nine.
Robinson var i 1993 medvirkende til grundlæggelsen af The Matrix Theatre Company i Los Angeles, Californien.

## Filmografi

### Film
| År   | Film                        | Rolle                                     |
| ---- | --------------------------- | ----------------------------------------- |
| 1971 | Dirty Harry                 | Seriemorderen Scorpio (som Andy Robinson) |
| 1973 | Menneskejagt på liv og død  | Harman Sullivan                           |
| 1975 | Druknepølen                 | Pat Reavis                                |
| 1975 | A Woman for All Men         | Steve McCoy                               |
| 1975 | Mackintosh and T.J.         | Coley                                     |
| 1985 | Masken                      | Dr. Vinton                                |
| 1986 | Cobra - lovens stærke arm   | Monte                                     |
| 1987 | The Verne Miller Story      | Pretty Boy Floyd                          |
| 1987 | Hellraiser                  | Larry Cotton / Frank Cotton (ukrediteret) |
| 1988 | Jagten på en morder         | Harvey                                    |
| 1990 | Fatal Charm                 | Sheriff Harry Childs                      |
| 1991 | Child's Play 3              | Sgt. Botnick                              |
| 1991 | Prime Target                | Kommissær                                 |
| 1992 | Trancers III                | Col. Muthuh                               |
| 1994 | There Goes My Baby          | Frank                                     |
| 1994 | The Puppet Masters          | Hawthorne                                 |
| 1994 | Pumpkinhead II: Blood Wings | Sean Braddock                             |
| 1998 | Running Woman               | Captain Don Gibbs                         |
| 2004 | Homeland Security           | Senator                                   |
| 2005 | A Question of Loyalty       | Dr. Albert Krentz                         |

### Television
| År         | Program                      | Rolle                 | Noter                                                           |
| ---------- | ---------------------------- | --------------------- | --------------------------------------------------------------- |
| 1974       | Marcus Welby, M.D.           | Chris Bakewell        | Sæson 5 Episode 17: "Each Day a Miracle"                        |
| 1974       | Ironside                     | David Cutter          | Sæson 7 Episode 21: "Come Eleven, Come Twelve"                  |
| 1974       | The Family Kovack            | Butch Kovack          | Tv-film                                                         |
| 1975       | Kojak                        | Leon                  | Sæson 2 Episode 24: "I Want To Report A Dream"                  |
| 1975       | The Streets of San Francisco | Archie Kimbro         | Sæson 4 Episode 13: "Spooks For Sale"                           |
| 1976       | S.W.A.T.                     | Edward Stillman       | Sæson 2 Episode 22: "Any Second Now"                            |
| 1976       | Once an Eagle                | Reb Rayburne          | Tv-miniserie                                                    |
| 1976–1978  | Ryan's Hope                  | Frank Ryan #2         | Daytime Emmy nominering                                         |
| 1976–1980  | Barnaby Jones                | (flere forskellige)   | Regelmæssig karakter                                            |
| 1977       | The Streets of San Francisco | Ron Maguire           | Sæson 5 Episode 13: "The Cannibals"                             |
| 1978       | The Eddie Capra Mysteries    | Greg Chandler         | Sæson 1 Episode 4: "Murder on the Flip Side"                    |
| 1979       | From Here to Eternity        | Sergeant Maylon Stark | Tv-miniserie                                                    |
| 1980       | Vega$                        | Derek Razzio          | Regelmæssig karakter                                            |
| 1985       | Not My Kid                   | Doctor Royce          | Tv-film                                                         |
| 1985       | The Atlanta Child Murders    | Jack Mallard          | Tv-miniserie                                                    |
| 1986       | The New Twilight Zone        | John F. Kennedy       | Episode #20-1 "Profile in Silver"                               |
| 1987       | The New Twilight Zone        | Mr. Williams          | Episode #33-3 "Private Channel"                                 |
| 1988       | Liberace                     | Liberace              | Fjernsynsfilm                                                   |
| 1991       | Matlock                      | Frank Hayes           | Sæson 6 Episode 9 "The Defense"                                 |
| 1992       | Law & Order                  | Phillip Mariietta     | Sæson 3 Episode 10 "Consultation"                               |
| 1993       | Murder, She Wrote            | Ambrosse              | Sæson 10 Episode 205 "A Killing in Cork"                        |
| 1993       | Walker, Texas Ranger         | Leo Cabe              | Sæson 1 Episode 3 "A Shadow in the Night"                       |
| 1993–1999  | Star Trek: Deep Space Nine   | Garak                 | Regelmæssig karakter                                            |
| 1994       | M.A.N.T.I.S.                 | Solomon Box           | Regelmæssig karakter                                            |
| 1994       | Wings                        | Michael Foster        | Sæson 7, Episode 4 "The Person Formerly Known as Lowell Mather" |
| 1999, 2004 | JAG                          | Admiral Thomas Kly    | Regelmæssig karakter                                            |
| 1997–1998  | Star Trek: Voyager           |                       | Instruerede to episoder                                         |
| 1999       | The X-Files                  | Dr. Ian Detweiler     | Sæson 6, Episode 16 "Alpha"                                     |
| 1999–2005  | Judging Amy                  | Daniel McGill         | Instruerede syv episoder                                        |
| 2002       | Presidio Med                 | Jesse                 | Recurring                                                       |
| 2004       | Without a Trace              | Carl Monroe           | Sæson 3, Episode 4 "Upstairs Downstairs"                        |